# Himantozoum cheethami
Himantozoum cheethami är en mossdjursart som beskrevs av Jean-Loup d'Hondt 1977. Himantozoum cheethami ingår i släktet Himantozoum och familjen Bugulidae. Inga underarter finns listade i Catalogue of Life.